# Мет Рајф
Метју Стивен Рајф (енгл. Matthew Steven Rife; Коламбус, 10. септембар 1995) амерички је комичар и глумац.

## Биографија
Рођен је у Коламбусу, а одрастао у Норт Луисбергу. Такође је неко време живео у Њу Олбанију и Маунт Вернону. Први пут се заинтересовао за комедију са 14 година, када је сазнао да ће у средњој школи бити шоу талената. Након што га је пријатељ охрабрио, учествовао је у шоуу и почео да професионално наступа годину дана касније, када је имао 15 година.
Тренутно живи у Лос Анђелесу. Има три старије и једну млађу полусестру. Отац му је извршио самоубиство када је Мет имао 12 месеци.
Био је у вези с глумицом Кејт Бекинсејл.